# Хатиџе-султанија (ћерка Мурата III)
Хатиџе-султанија (тур. Hatice Sultan) је била ћерка Мурата III. 

## Биографија
Хатиџе је рођена 1590-их као ћерка султана Мурата III. Након његове смрти 1595. године, пресељена је са остатком очевог харема у Стару палату.
Хатиџин први брак је склопио султан Ахмед 1613. године, удавши је за Мехмед-пашу, намесника Кефе. Током владавине султана Мурата IV, примала је 330 аспера дневно. 
Током владавине султана Ибрахима, преудата је 1643. године за Мурат-пашу. У харемским регистрима је забележено да је Хатиџе цео свој живот провела у Старој палати.
Хатиџе-султанија је преминула 10. маја 1659. године.